# Garri Kaspárov
Garri Kímovich Kaspárov (Bakú, 13 de abril de 1963) es un gran maestro de ajedrez, político y escritor ruso, que obtuvo la nacionalidad croata en 2014. Fue campeón del mundo de ajedrez de 1985 a 1993, y campeón mundial versión PCA de 1993 a 2000. Es considerado uno de los mejores jugadores de todos los tiempos.
Kaspárov se convirtió en el campeón del Mundo más joven de la historia en 1985. Mantuvo el título mundial oficial de la Federación Internacional de Ajedrez (FIDE) hasta 1993, cuando una disputa con la Federación lo llevó a crear una organización rival, la Professional Chess Association. Continuó manteniendo el Campeonato del Mundo de Ajedrez Clásico, hasta su derrota frente a Vladímir Krámnik en 2000.
Kaspárov ha encabezado la clasificación mundial de la FIDE de forma casi continua desde 1986 hasta su retirada en 2005, alcanzando en julio de 1999 una puntuación de 2851, la mayor obtenida hasta el logro del GM Magnus Carlsen en mayo, al alcanzar este los 2882 puntos Elo. Además ha ganado en once ocasiones el Óscar del Ajedrez. También es conocido por sus enfrentamientos con computadoras y programas de ajedrez, especialmente tras su derrota en 1997 ante Deep Blue; esta fue la primera vez que una computadora derrotó a un Campeón del mundo en una partida con ritmo de juego de torneo.
Kaspárov anunció su retirada del ajedrez profesional el 10 de marzo de 2005 para dedicar su tiempo a la política y a la escritura sobre temas de ajedrez. Formó el movimiento Frente Cívico Unido y se unió como miembro de La Otra Rusia, una coalición opositora a la administración de Vladímir Putin.
El 28 de septiembre de 2007, Kaspárov entró en la carrera presidencial de Rusia, recibiendo 379 de 498 votos en un congreso celebrado en Moscú por La Otra Rusia. Aunque finalmente su partido no concurrió a las elecciones de marzo de 2008, debido, según el propio Kaspárov, a la imposibilidad de conseguir un local lo suficientemente grande como para albergar al número de simpatizantes legalmente requeridos para respaldar su candidatura. Kasparov culpó a "la obstrucción oficial" por la falta de espacio disponible.
Kaspárov fue galardonado con el premio de la ONG UN Watch, por su pacífica lucha por el respeto de las libertades fundamentales en Rusia. Actualmente es presidente de la Fundación de Derechos Humanos y preside su Consejo Internacional.

## Biografía

### Inicios de su carrera

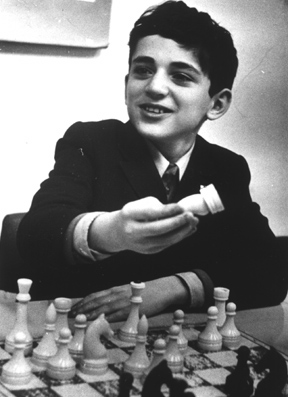
A la edad de 11 años, en Vilna (Lituania), 1974.

Garri Kímovich Veinshtéin nació en Bakú (Azerbaiyán) de madre armenia Clara Shaguénovna Kasparián y padre judío ruso Kim Moiséyevich Veinshtéin. Sus inicios ajedrecísticos fueron observando a su padre, quien le enseñó lo básico; pero empezó a estudiar ajedrez seriamente después de que sus padres le propusieran un problema de ajedrez. Su padre murió cuando tenía siete años. Adoptó el apellido armenio de su madre, Kasparián, modificándolo a una versión más rusificada, Kaspárov.
Desde los siete años, Kaspárov asistió al Palacio de Pioneros y con diez empezó a estudiar en la escuela de ajedrez de Mijaíl Botvínnik con el notable maestro Vladímir Makogónov. Makogónov ayudó a desarrollar las aptitudes posicionales de Kaspárov y le enseñó a jugar la Defensa Caro-Kann y el Sistema Tartakówer del Gambito de dama. Kaspárov ganó el Campeonato Juvenil de la URSS en Tiflis en 1976, con 7 puntos de 9, a la edad de trece años. Repitió la hazaña al año siguiente, ganando con 8.5 de 9. Fue entrenado por Aleksandr Sájarov durante este tiempo.
En 1978, Kaspárov participó en el Memorial Sokolski en Minsk. Había sido invitado como excepción pero terminó en la primera plaza y se convirtió en maestro. Kaspárov ha dicho repetidamente que este torneo fue un punto de inflexión en su vida y que lo convenció para elegir el ajedrez como su carrera. «Recordaré el Memorial Sokolski mientras viva», escribió. También dijo que después de la victoria, pensó que tenía oportunidad en el Campeonato del Mundo.
Se clasificó por primera vez para el Campeonato de la URSS de ajedrez a la edad de 15 años en 1978, el jugador más joven a ese nivel. Ganó el torneo suizo de 64 jugadores en Daugavpils en el desempate con Ígor Vasílievich Ivánov, para capturar la única plaza de clasificación.
Participó en un torneo de Grandes Maestros en Banja Luka (Yugoslavia) en 1979 cuando aún no tenía oficialmente elo FIDE, lo que provocó la protesta de algunos Grandes Maestros participantes. Ganó este torneo de alta categoría, tras lo cual la FIDE le asignó un elo de 2545 teniendo en cuenta sus torneos anteriores. Tras este triunfo subió a 2595, suficiente para catapultarlo al grupo de ajedrecistas de élite (en ese momento, el número 3 del mundo, el excampeón Borís Spassky tenía 2630, mientras que el campeón del Mundo Anatoli Kárpov tenía 2690). El año siguiente, 1980, ganó el Campeonato mundial juvenil de ajedrez de Dortmund, Alemania Occidental. Después de ese año, se presentó en la categoría mayor como segundo suplente de la selección de la Unión Soviética en la Olimpiada de ajedrez de La Valeta (Malta) y se convirtió en gran maestro internacional.

### Hacia la cumbre
Siendo adolescente, Kaspárov empató dos veces la primera plaza en el Campeonato de la URSS de ajedrez, en 1980-81 y 1981-82. Su primera victoria a nivel superclase internacional fue en Bugojno 1982. Consiguió una plaza en el Torneo interzonal de Moscú de 1982, que ganó, clasificándose para el Torneo de candidatos. A los diecinueve años de edad, fue el Candidato más joven desde Bobby Fischer, que tenía quince años cuando se clasificó en 1958. En este momento, ya era el segundo jugador en la clasificación mundial, estando solo por detrás del campeón del mundo de ajedrez Anatoli Kárpov en la lista de enero de 1983.
El primer encuentro de Candidatos de Kaspárov (cuartos de final) fue contra Aleksandr Beliavski, al que Kaspárov derrotó por 6-3 (+4 =4 -1). Los políticos temían la semifinal de Kaspárov contra Víktor Korchnói, que fue programada para jugarse en Pasadena (California). Korchnói había desertado de la Unión Soviética en 1976 y era en ese momento el jugador no-soviético en activo más fuerte. Varias maniobras políticas impidieron a Kaspárov jugar con Korchnói y Kaspárov renunció al encuentro. Esto fue resuelto por parte de Korchnói permitiendo que el encuentro se volviera a jugar en Londres, junto al encuentro entre Vasili Smyslov contra Zoltan Ribli. Kaspárov perdió la primera partida pero ganó el encuentro 7-4 (+4 =6 -1).
En 1984, ganó la final de Candidatos 8.5-5.5 (+4 =9 -0) contra el renaciente excampeón del mundo Vasili Smyslov, en Vilna, clasificándose así para jugar ante Anatoli Kárpov por el Campeonato del Mundo. En ese año se unió al Partido Comunista de la Unión Soviética y fue elegido para el Comité Central de Komsomol.

### Campeonato del Mundo de 1984
El encuentro por el Campeonato del Mundo de 1984 entre Anatoli Kárpov y Gari Kaspárov tuvo diferentes fases y un final polémico. Kárpov empezó en buena forma y después de nueve partidas Kaspárov estaba por debajo 4-0 en un encuentro al primero que consiguiera seis victorias.
Pero Kaspárov logró 17 tablas consecutivas. Perdió la partida 27 y entonces volvió a la lucha con otra serie de tablas hasta la partida 32, su primera victoria contra el campeón del Mundo. Continuó una sucesión de 15 tablas, hasta la partida 46; el anterior récord de duración para un título mundial fue 34 partidas, el encuentro de José Capablanca contra Alexander Alekhine en 1927.
En este momento Kárpov, doce años mayor que Kaspárov, estaba cerca del agotamiento y no parecía el jugador que empezó el encuentro. Kaspárov ganó las partidas 47 y 48 para conseguir el marcador de 5-3 a favor de Kárpov. Entonces, el encuentro fue terminado sin resultado por Florencio Campomanes, el presidente de la FIDE y se anunció un nuevo encuentro unos meses después.
La finalización fue polémica, ya que ambos jugadores declararon que preferían que continuara el encuentro. Cuando anunció su decisión en una conferencia de prensa, Campomanes citó la salud de los jugadores, que habían estado tensos por la duración del encuentro. Kárpov había perdido 10 kilos y fue hospitalizado varias veces.[cita requerida] Pero Kaspárov estaba en un excelente estado de salud y extremadamente ofendido por la decisión de Campomanes, preguntándole por qué estaba clausurando el encuentro si ambos jugadores querían continuar. Parecía que Kaspárov, que había ganado las últimas dos partidas antes de la suspensión, sentía que ganaría a pesar de su desventaja de 5-3. Parecía estar físicamente más fuerte que su contrario y en las partidas posteriores había jugado un mejor ajedrez.
El encuentro sería a la postre el primer y único encuentro de un campeonato del mundo en ser abandonado sin resultado. Las relaciones de Kaspárov con Campomanes y la FIDE se estropearon enormemente y la pelea entre ellos finalmente llegó hasta su punto cumbre en 1993 con la ruptura de Kaspárov de la FIDE.

### Campeón del mundo

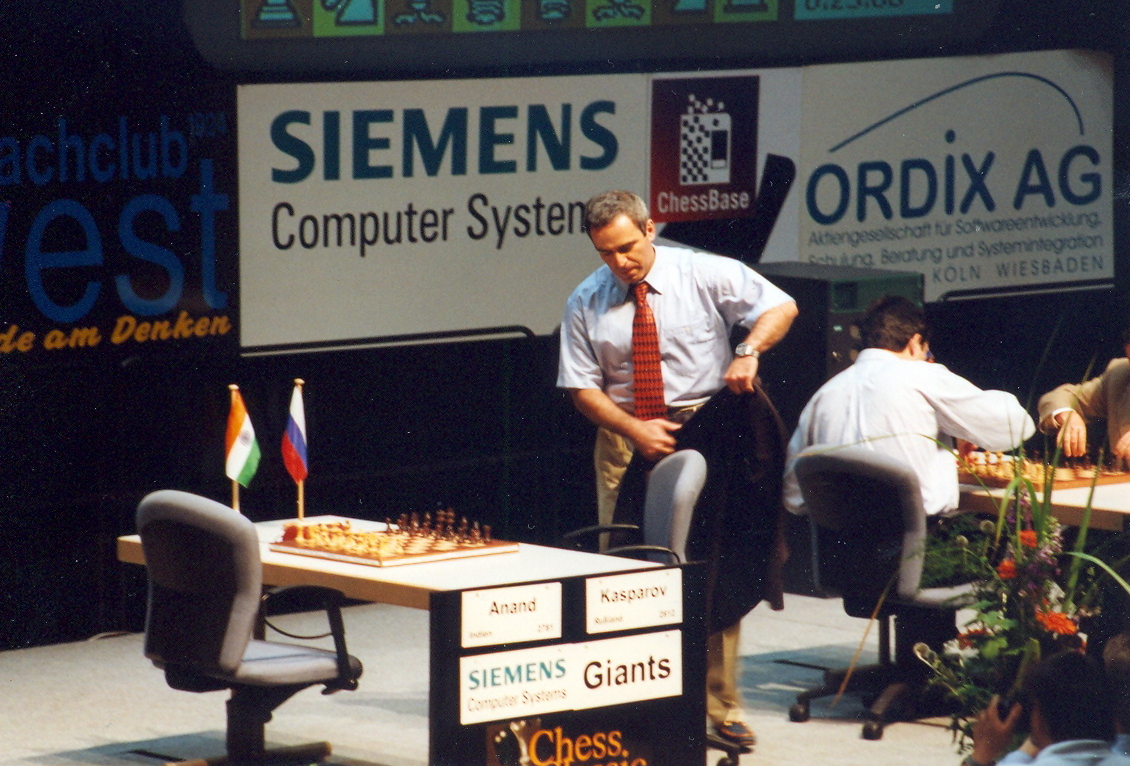
El "Chess Classics" de 1999.

El segundo encuentro Kárpov-Kaspárov en 1985 fue organizado en Moscú al mejor de 24 partidas, donde el primer jugador que llegara a 12,5 conseguiría el título. Los resultados del encuentro anterior no se conservarían. En el caso de un empate a 12 puntos, Kárpov conservaría el título; y en caso de ser Kaspárov el ganador, Kárpov tendría derecho de revancha al año siguiente. Kaspárov aseguró el título a la edad de 22 años, 6 meses y 27 días, por un marcador de 13-11. Esto rompió el récord del campeón mundial más joven, ostentado durante veinte años por Mijaíl Tal, que tenía veintitrés cuando derrotó a Mijaíl Botvínnik en 1960. Kaspárov mantuvo ese récord durante 39 años, hasta que el 12 de diciembre de 2024 fue superado por el indio Dommaraju Gukesh, quien se coronó campeón mundial con solo 18 años.
La victoria de Kaspárov con piezas negras en la 16.ª partida ha sido reconocida como una de las obras maestras de todos los tiempos en la historia del ajedrez.

El encuentro de revancha tuvo lugar en 1986, en Londres y Leningrado (actual San Petersburgo), jugándose 12 partidas en cada ciudad. En un momento del encuentro, Kaspárov abrió una brecha de tres puntos y parecía decidido en su camino a una decisiva victoria del duelo. Pero Kárpov se metió en la lucha ganando tres partidas consecutivas para nivelar el marcador. En este momento, Kaspárov despidió a uno de sus entrenadores, el Gran Maestro Yevgueni Vladímirov, acusándolo de vender su preparación de aperturas al equipo de Kárpov (como describió en la autobiografía de Kaspárov Reto sin límites). Kaspárov ganó otra partida para mantener su título por un marcador final de 12,5-11,5.
Nuevamente ambos jugadores se encontraron por el campeonato mundial de 1987 jugado en Sevilla, puesto que Kárpov se había clasificado en los encuentros de candidatos para convertirse en el retador oficial. Fue la primera vez que dos jugadores soviéticos disputaban un mundial completo fuera de la URSS. Este duelo fue muy disputado, sin conceder más de un punto de ventaja por parte de ningún jugador en ningún momento. Kaspárov estaba un punto por debajo en la partida final, necesitando una victoria para mantener su título. Resultó una larga y tensa partida en la que Kárpov se dejó un peón justo antes del primer control de tiempo y Kaspárov finalmente ganó un largo final. Kaspárov retuvo su título ya que el encuentro terminó en empate con un marcador de 12-12. Todo esto significa que Kaspárov había jugado cuatro veces contra Kárpov en el periodo 1984-1987, una estadística sin precedentes en el ajedrez. Los encuentros organizados por la FIDE habían tenido lugar cada tres años desde 1948, y solo Mijaíl Botvínnik ejerció su derecho a revancha antes de Kárpov.
Kaspárov demostró su desparpajo mediático apareciendo en una entrevista en la revista estadounidense Playboy, que fue publicada en noviembre de 1989.
Un quinto encuentro entre Kaspárov y Kárpov fue celebrado en Nueva York y Lyon (Francia) en 1990, con 12 partidas en cada ciudad. Otra vez, el resultado fue apretado, ganando Kaspárov por 12,5-11,5.

### Ruptura con la FIDE
Con el título de Campeón del Mundo en la mano, Kaspárov empezó a batallar contra la FIDE, como Bobby Fischer había hecho veinte años antes pero esta vez desde dentro de la FIDE. Empezando en 1986, creó la Asociación de Grandes Maestros (GMA), una organización que representa a ajedrecistas y les daba más que las actividades de la FIDE. Kaspárov asumió un papel de líder. El mayor logro de la GMA fue la organización de una serie de seis torneos de la Copa del Mundo para los jugadores de élite. Existió una relación a veces difícil con la FIDE y una especie de tregua fue mediada por Bessel Kok, un hombre de negocios neerlandés.
Esta tregua duró hasta 1993, el momento en que un nuevo retador se había clasificado a través de un ciclo de candidatos de la FIDE para la siguiente defensa de Kaspárov: Nigel Short, un gran maestro internacional británico que había derrotado a Kárpov en las semifinales del ciclo de candidatos de 1992, y después a Jan Timman en la final. Después de un confuso y condensado proceso de subasta se consiguió una menor financiación de la esperada (Nigel Short: Búsqueda de la Corona, por Cathy Forbes), el campeón del mundo y su retador decidieron jugar fuera de la jurisdicción de la FIDE, bajo otra organización creada por Kaspárov llamada la Asociación Profesional de Ajedrez (PCA).
En una entrevista en 2007, Kaspárov diría que la ruptura con la FIDE fue el peor error de su carrera, ya que hirió al ajedrez durante mucho tiempo.
Kaspárov y Short fueron expulsados de la FIDE y jugaron su bien patrocinado encuentro en Londres. Kaspárov ganó convincentemente por 12½—7½. El encuentro aumentó considerablemente el interés por el ajedrez en el Reino Unido, con un nivel de cobertura sin precedentes en el Canal 4. Mientras tanto, la FIDE organizó un encuentro por el Campeonato del Mundo entre los semifinalistas eliminados del ciclo de candidatos: Jan Timman y el excampeón del mundo Kárpov, quien ganó por 12½-8½.
Luego de estos encuentros, Kárpov era proclamado el campeón mundial de la FIDE, mientras que Kaspárov, campeón de la PCA, reclamaba para sí el título de campeón mundial de Ajedrez Clásico, sobre la tradición de que solo es campeón del mundo quien vence al campeón reinante. Así comenzaba un cisma del título mundial de ajedrez que duró 13 años.
Kaspárov defendió su título en 1995 en una partida contra la superestrella india Viswanathan Anand en el World Trade Center de Nueva York. Kaspárov venció el encuentro por 4 victorias a 1 con 13 tablas. Fue el último Campeonato del Mundo en ser disputado bajo los auspicios de la PCA, que colapsó cuando Intel, uno de sus mayores partidarios, terminó su patrocinio.
Kaspárov intentó organizar otro encuentro por el Campeonato del Mundo, bajo otra organización, la World Chess Association (WCA) junto al organizador del Torneo Internacional de Ajedrez Ciudad de Linares Luis Rentero. Alekséi Shírov y Vladímir Krámnik jugaron en Cazorla (Jaén, España) un encuentro de candidatos para decidir el retador, que ganó contra todo pronóstico Shírov. Pero cuando Rentero admitió que los fondos requeridos y prometidos nunca se habían materializado, la WCA se hundió.
Esto dejó a Kaspárov varado, pero todavía apareció otra organización basada en BrainGames.com, dirigida por Raymond Keene. No se celebró ningún encuentro contra Shírov y las conversaciones con Anand fracasaron, por lo que se celebró un encuentro contra Krámnik.

### Pérdida del título
El encuentro Kaspárov-Krámnik tuvo lugar en Londres en la segunda mitad de 2000. Krámnik había sido alumno de Kaspárov en la legendaria escuela de ajedrez Botvínnik/Kaspárov en Rusia y había trabajado en el equipo de Kaspárov durante el encuentro de 1995 contra Viswanathan Anand.
El mejor preparado Krámnik ganó la partida 2 contra la Defensa Grünfeld de Kaspárov y consiguió posiciones ganadoras en las partidas 4 y 6. Kaspárov cometió un error decisivo en la partida 10 con la Defensa Nimzo-India, que Krámnik explotó para ganar en 25 movimientos. Con blancas, Kaspárov no pudo romper la pasiva pero sólida Defensa Berlinesa de la Apertura española y Krámnik entabló satisfactoriamente todas sus partidas con negras. Krámnik ganó el encuentro 8,5-6,5 y por primera vez en quince años Kaspárov no tuvo ningún título mundial. Se convirtió en el primer jugador en perder un título de campeón del mundo sin ganar una partida desde la derrota de Emanuel Lasker ante José Raúl Capablanca en 1921.
Después de la pérdida del título, Kaspárov encadenó varias victorias en grandes torneos y permaneció como el jugador con mejor clasificación del mundo, por delante de ambos campeones del mundo. En 2001 rechazó la invitación al Torneo de candidatos de Dortmund de 2002 para el título clásico, reivindicando que sus resultados le concedían una revancha contra Krámnik.
Debido a estos grandes resultados y su estatus como número 1 del mundo en gran parte de la opinión pública, Kaspárov fue incluido en el llamado "Acuerdo de Praga", planeado por Yasser Seirawan que intentaba reunificar los dos títulos de Campeón del Mundo. Kaspárov debía jugar un encuentro contra el campeón del Mundo de la FIDE Ruslán Ponomariov en septiembre de 2003, pero fue suspendido después que Ponomariov rechazara firmar su contrato. En su lugar, se había planeado un encuentro con Rustam Kasimdzhánov, vencedor del Campeonato Mundial de la FIDE de 2004, que iba a celebrarse en enero de 2005 en los Emiratos Árabes Unidos. Este también falló debido a la falta de fondos. Los planes para celebrar la partida en Turquía llegaron demasiado tarde. Kaspárov anunció en enero de 2005 que estaba cansado de esperar que la FIDE organizara su encuentro y decidió parar todos sus esfuerzos de reconquistar el título de Campeón del Mundo.

### Retirada del ajedrez
Después de ganar el prestigioso Torneo Internacional de Ajedrez Ciudad de Linares por novena vez, Kaspárov anunció el 10 de marzo de 2005 que se retiraría de la competición de ajedrez. Citó como razón la falta de objetivos personales en el mundo del ajedrez (comentó cuando ganó el Campeonato de Rusia de ajedrez en 2004 que había sido el último gran título que nunca había ganado) y expresó su frustración en el fracaso de reunificación del título mundial.
Kaspárov dijo que podría jugar algunos torneos de partidas rápidas por diversión, pero que intentaría invertir su tiempo en sus libros, incluyendo la serie Mis Grandes Predecesores y un trabajo a caballo entre la toma de decisiones en el ajedrez y otras áreas de su vida y continuaría involucrado en la política rusa, que ve como "dirigida hacia el mal camino."
Kaspárov ha estado casado tres veces: con Masha Arápova, con quien tuvo una hija antes de divorciarse; con Yulia Vovk, con quien tuvo un hijo antes de su divorcio en 2005 y con Daria Tarásova, con quien también tuvo un hijo.

### Ajedrez después de la retirada
El 22 de agosto de 2006, en su primera partida pública desde su retirada, Kaspárov jugó en el Torneo de Ajedrez de Lichthof, un torneo blitz jugado a 5 minutos más 3 segundos de incrementos por jugada. Kaspárov empató en la primera plaza con Anatoli Kárpov, con 4.5/6.
Entre el 21 al 25 de septiembre de 2009, Kaspárov jugó nuevamente contra Kárpov, esta vez en un encuentro de exhibición en la ciudad española de Valencia jugado a 12 partidas (8 rápidas y 4 de blitz). Kasparov ganó por 9 puntos a 3.
En julio de 2021, Kasparov participa en el Grand Chess Tour de Croacia en la modalidad blitz. El ajedrecista de Bakú quedó último en su grupo con un resultado de ocho derrotas y unas tablas.

## Política
La participación política de Kaspárov empezó en los años 1980. Se unió al Partido Comunista de la Unión Soviética en 1984 y en 1987 fue elegido al Comité Central de Komsomol. Pero en 1990 dejó el partido y en mayo tomó parte en la creación del Partido Democrático de Rusia. En junio de 1993, se involucró en la creación del bloque de partidos "Elección de Rusia" y en 1996 fue parte de la campaña de elección de Borís Yeltsin. En 2001 manifestó su apoyo a la televisión rusa NTV.
Después de su retirada del ajedrez en 2005, Kaspárov se volcó en la política y creó el Frente Cívico Unido, un movimiento social cuyo principal objetivo es "trabajar para preservar la democracia electoral en Rusia." Ha jurado "restaurar la democracia" en Rusia derrocando al presidente de Rusia Vladímir Putin, del que es un abierto crítico.
Kaspárov fue parte en el establecimiento de La Otra Rusia, una coalición que incluía al Frente Cívico Unido de Kaspárov y varios partidos nacionalistas e incluso de extrema derecha, como el ilegalizado Partido Nacional Bolchevique de Eduard Limónov, el Partido Republicano de Rusia de Vladímir Ryzhkov y otras organizaciones.
El 10 de abril de 2005, Kaspárov estaba en Moscú en un evento promocional cuando fue golpeado en la cabeza con un tablero de ajedrez que acababa de firmar. Se afirmó que el asaltante le había dicho "te quise por tu ajedrez, pero tus ideales políticos están mal" inmediatamente antes del ataque. Kaspárov ha sido objeto de otros episodios similares.
Kaspárov ayudó a organizar la Marcha del Desacuerdo de San Petersburgo el 3 de marzo de 2007 y la del 24 de marzo de 2007, ambas involucrando a varios miles de personas reunidas contra Putin y las políticas de la gobernadora de San Petersburgo: Valentina Matviyenko. El 14 de abril, fue arrestado brevemente por la policía de Moscú mientras encabezaba una manifestación. Fue arrestado por unas 10 horas y liberado.
Fue citado por FSB por ser sospechoso de violar leyes anti-extremismo rusas. Esta ley fue previamente aplicada por la convicción de Borís Stomajin.
Hablando sobre Kaspárov, el exgeneral de la KGB Oleg Kalugin ha remarcado: "No hablo de detalles sobre la gente que como se sabe están ahora todos muertos porque ellos fueron públicamente ruidosos. Yo estoy callado, pero actualmente sólo hay un hombre que es ruidoso y puede estar en problemas: el Campeón del mundo de ajedrez Kaspárov. Ha sido muy franco en sus ataques contra Putin y creo que será probablemente el próximo en la lista."
En 1991, Kaspárov recibió el premio Conservador de la Llama del Centro para las Políticas de Seguridad (un think tank estadounidense), por la resistencia anticomunista y la propagación de la democracia. Kaspárov fue un receptor excepcional ya que el premio es concedido a "individuos que dedican sus carreras públicas a la defensa de los valores de los Estados Unidos alrededor del mundo".

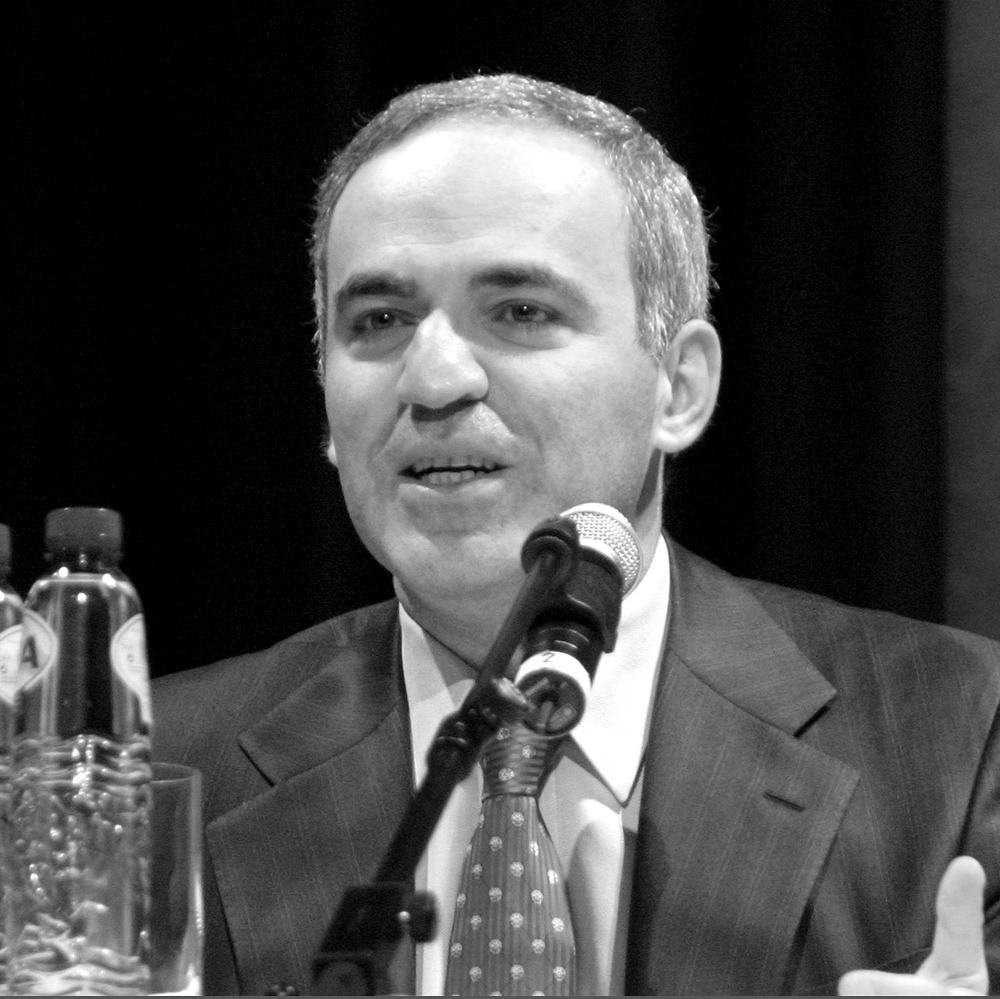
Kaspárov en 2007

En abril de 2007, Kaspárov fue nombrado miembro de la junta directiva del Consejo Asesor de Seguridad Nacional del Centro para las Políticas de Seguridad, una "organización de seguridad nacional apolítica sin ánimo de lucro que se especializa en identificar políticas, acciones y recursos necesarios que son vitales para la seguridad de EEUU". Kaspárov confirmó esto y añadió que fue cesado poco después de recibir el premio. Notó que no sabían sus afiliaciones y sugirió que fue incluido en la directiva por accidente porque recibió el premio de Conservador de la Llama en 1991 de esta organización. Pero Kaspárov mantuvo su asociación con el liderazgo neoconservador impartiendo discursos en think tanks como los del Instituto Hoover.
En octubre de 2007, Kaspárov anunció su intención de presentarse a la presidencia de Rusia como candidato de la coalición La Otra Rusia y juró luchar por una "Rusia justa y democrática". Después de ese mes, viajó a Estados Unidos apareciendo en los programas de televisión de Stephen Colbert, Wolf Blitzer, Bill Maher y Chris Matthews.
El 24 de noviembre de 2007, Kaspárov y otros críticos de Putin fueron detenidos por la policía rusa en un mitin de La Otra Rusia en Moscú. Esto fue después de un intento de los manifestantes de marchar en contra de la comisión electoral, que había bloqueado a los candidatos de la Otra Rusia de las elecciones al parlamento. Consecuentemente fue penado con una condena a prisión de cinco días y fue liberado de la prisión el 29 de noviembre.
El 12 de diciembre de 2007, Kaspárov anunció que había retirado su candidatura presidencial debido a la imposibilidad de alquilar un salón de reuniones donde al menos 500 de sus seguidores pudieran celebrar una asamblea para aprobar su candidatura, como es legalmente necesario. Al expirar el plazo en esa fecha, era imposible para él seguir en la carrera electoral. La portavoz de Kaspárov acusó al gobierno de utilizar la represión para desalentar a todos de alquilar un salón para la reunión y dijo que la comisión electoral había rechazado una propuesta de que la reunión se celebrara en locales más pequeños por separado al mismo tiempo en vez de en un solo salón.
En marzo de 2010, Kaspárov firmó la carta abierta de la oposición de Rusia "Putin debe marcharse", siendo uno de los principales autores de esta campaña política.
Arresto político
El 20 de agosto de 2012, Kaspárov fue arrestado mientras protestaba afuera del juicio de Pussy Riot en Moscú, bajo el pretexto de haber mordido a un oficial de policía. El arresto causó consternación en varias organizaciones de derechos humanos y algunos países en Occidente. Kaspárov finalmente fue liberado horas después, y el 25 de agosto fue encontrado inocente de los cargos por los que se lo detuvo.
Desde junio de 2013, Garri Kasparov no ha vuelto a Rusia, él pasa cada verano en Makarska, cerca de Split, y entiende bien el croata por lo que gestionó la ciudadanía en Croacia (país perteneciente a la Unión Europea), la cual obtuvo en 2014.
En 2015, Kasparov publicó su libro Winter Is Coming: Why Vladimir Putin and the Enemies of the Free World Must Be Stopped. Kaspárov sigue criticando al gobierno de Putin y siendo activo en la esfera política.
Kasparov apoya el reconocimiento del genocidio armenio.
En 2022, ante la edición de un sello del Partido Comunista de España, al ver la hoz y el martillo, criticó al sello por considerarlo una vergüenza, y preguntarse en Twitter que si lo próximo sería "poner una esvástica". En diciembre de 2023 el activista opositor ruso Kasparov, consideró que la excarcelación de Alex Saab es una traición a los muchos países que cooperaron con la captura del empresario colombiano. Saab fue sancionado por el gobierno de Estados Unidos por corrupción.

## Logros en clasificaciones ajedrecísticas
Los récords de Kaspárov en la élite del ajedrez son:
- Kaspárov mantiene el récord de ser el número 1 del mundo durante el período más largo.
- Kaspárov tuvo el mayor ELO del mundo de forma continua desde 1986 hasta 2005. La única excepción es que Vladímir Krámnik le igualó en enero de 1996.[57] Fue brevemente expulsado de la lista después de su ruptura con la FIDE en 1993, pero durante ese tiempo lideró la lista de la rival PCA. En el momento de su retirada, seguía siendo número 1 del mundo, con una puntuación de 2812. Su clasificación ha caído a la lista de inactivos desde enero de 2006.[58]
- De acuerdo con los cálculos alternativos de Chessmetrics, Kaspárov fue el jugador con más puntuación del mundo de forma continua desde febrero de 1985 hasta octubre de 2004.[59] También mantiene la puntuación media más alta de todos los tiempos en un período de 2 (2877) a 20 (2856) años y es segundo por detrás de Bobby Fischer (2881 vs 2879) en un periodo de un año.
- En enero de 1990 Kaspárov consiguió superar la barrera de 2800 puntos, rompiendo el antiguo récord de Bobby Fischer de 2785 puntos. En la lista de julio de 1999 de la FIDE Kaspárov alcanzó el récord de 2851 puntos de ELO, la puntuación más alta nunca conseguida hasta que el noruego Magnus Carlsen la superara en 2012 llegando a imponer un nuevo récord de 2872 en febrero de 2013.[60]

## Olimpiadas y otros grandes torneos por equipos
Kaspárov jugó un total de ocho Olimpíadas de ajedrez. Representó a la URSS cuatro veces y otras cuatro a Rusia, después de la ruptura de la Unión Soviética en 1991. En su debut en las Olimpiadas en 1980, se convirtió con 17 años en el jugador más joven en representar a la Unión Soviética o Rusia a ese nivel, un récord que fue batido por Vladímir Krámnik en 1992. En 82 partidas, ha puntuado (+50 =29 -3), con un 78.7% y ganó un total de 19 medallas, incluyendo la medalla de oro en las ocho competiciones que disputó. En la Olimpiada de Moscú de 1994, tuvo un papel organizativo significante, ayudando a lanzar el evento en poco tiempo, después de que Tesalónica cancelase su oferta como sede, unas pocas semanas antes de las fechas programadas.
Los registros detallados de Kaspárov en las Olimpiadas son:
- La Valeta (1980), 2.º reserva de la URSS, 9.5/12 (+8 =3 -1), oro por equipos, bronce por tableros.
- Lucerna (1982), 2.º tablero de la URSS, 8.5/11 (+6 =5 -0), oro por equipos, bronce por tableros.
- Dubái (1986), 1.er tablero de la URSS, 8.5/11 (+7 =3 -1), oro por equipos, oro por tableros, oro por performance.
- Tesalónica (1988), 1.er tablero de la URSS, 8.5/10 (+7 =3 -0), oro por equipos, oro por tableros, oro por performance.
- Manila (1992), 1.er tablero de Rusia, 8.5/10 (+7 =3 -0), oro por equipos, oro por tableros, plata por performance.
- Moscú (1994), 1.er tablero de Rusia, 6.5/10 (+4 =5 -1), oro por equipos.
- Ereván (1996), 1.er tablero de Rusia, 7/9 (+5 =4 -0), oro por equipos, oro por tableros, plata por performance (rendimiento).
- Bled (2002), 1.er tablero de Rusia, 7.5/9 (+6 =3 -0), oro por equipos, oro por tableros.

Kaspárov hizo su debut internacional para la URSS con 16 años en el Campeonato de Europa por equipos de ajedrez de 1980 y jugó representando a Rusia en 1992. Ganó un total de cinco medallas. Sus resultados detallados son:
- Skara (1980), 2.º reserva de la URSS, 5.5/6 (+5 =1 -0), oro por equipos, oro por tableros.
- Debrecen (1992), 1.er tablero de Rusia, 6/8 (+4 =4 -0), oro por equipos, oro por tableros, plata por performance.

Kaspárov también representó a la URSS una vez en la Olimpiada de la Juventud, pero los datos detallados están incompletos en:
- Graz (1981), Tablero 1 de la URSS, 9/10 (+8 =2 -0), oro por equipos.

## Otros récords
Kaspárov mantiene el récord de más victorias en torneos profesionales de forma consecutiva, terminando primero o empatado con el primero en 15 torneos individuales desde 1981 hasta 1990. La racha fue cortada por Vasili Ivanchuk en Linares en 1991, donde Kaspárov terminó 2.º, medio punto por debajo de él. Los detalles de su récord son:
- Biskek (1981), Campeonato de la URSS, 12.5/17, 1.º empatado.
- Bugojno (1982), 9.5/13, 1.º.
- Moscú (1982), Interzonal, 10/13, 1.º.
- Nikšić (1983), 11/14, 1.º.
- Bruselas OHRA (1986), 7.5/10, 1.º.
- Bruselas (1987), 8.5/11, 1.º empatado.
- Ámsterdam Optiebeurs (1988), 9/12, 1.º.
- Belfort (Copa del Mundo) (1988), 11.5/15, 1.º.
- Moscú (1988), Campeonato de la URSS, 11.5/17, 1.º empatado.
- Reikiavik (Copa del Mundo) (1988), 11/17, 1.º.
- Barcelona (Copa del Mundo) (1989), 11/16, 1.º empatado.
- Skelleftea (Copa del Mundo) (1989), 9.5/15, 1.º empatado.
- Tilburgo (1989), 12/14, 1.º.
- Belgrado (Investbank) (1989), 9.5/11, 1.º.
- Linares (1990), 8/11, 1.º.

Además de sus resultados, Kaspárov ha ganado 11 veces el Óscar del Ajedrez, siendo el mayor ganador de este premio. También ha ocupado el primer lugar del escalafón mundial de la FIDE en 23 ocasiones.

## Libros y otros escritos
Kaspárov ha escrito varios libros de ajedrez. Publicó una autobiografía un tanto controvertida cuando tenía apenas 20 años. Titulada originalmente Hijo del Cambio, que fue posteriormente retitulada Reto Sin Límites (Desafío Sin Límites en la edición en castellano, Ediciones Cúbicas, 1990). Este libro fue consecuentemente actualizado varias veces después de haberse convertido en Campeón del Mundo. Su contenido es principalmente literario, con un pequeño componente de ajedrez en clave de partidas no comentadas. Publicó una colección de partidas comentadas en los años 1980: Gari Kaspárov: Vida, Partidas, Carrera y este libro también ha sido actualizado varias veces en ediciones posteriores. Comentó sus propias partidas de forma intensiva para la serie de los yugoslavos de Chess Informant y para otras publicaciones ajedrecísticas. En 1982, fue coautor de Batsford Chess Openings con el gran maestro británico Raymond Keene y este libro tuvo un enorme éxito de ventas. Fue actualizado en una segunda edición en 1989. También fue coautor de dos libros de aperturas con su entrenador Aleksandr Nikitin en los años 1980 para la publicación británica Batsford, sobre la Variantes Clásica de la Defensa Caro-Kann y sobre la Variante Scheveningen de la Defensa Siciliana. Kaspárov también ha contribuido de forma intensiva a la serie de cinco volúmenes de aperturas Enciclopedia de Aperturas de Ajedrez.
En 2007, escribió "Como Imita la Vida al Ajedrez", un examen de los paralelismos entre la toma de decisiones en ajedrez y el mundo de los negocios. En 2008 Kaspárov publicó una necrológica comprensiva para Bobby Fischer:

A menudo me preguntan si me he encontrado o enfrentado a Bobby Fischer. La respuesta es no, nunca tuve esa oportunidad. Pero incluso aunque él me veía como miembro de la maligna organización del ajedrez que sentía que le había robado y engañado, siento no haber tenido nunca la oportunidad de agradecerle personalmente por lo que hizo por nuestro deporte.

Es asesor jefe de la publicación de libros de Everyman Chess.

### Serie Mis Grandes Predecesores
En 2003, se publicó el primero de su trabajo de cinco volúmenes Gari Kaspárov en Mis Grandes Predecesores. Este volumen, que trata sobre los campeones mundiales Wilhelm Steinitz, Emanuel Lasker, José Raúl Capablanca y Alexander Alekhine y algunos de sus fuertes contemporáneos, ha recibido grandes elogios de algunos críticos (incluyendo a Nigel Short), aunque fue criticado por otros por imprecisiones históricas y análisis de partidas copiados directamente de fuentes no atribuidas. Mediante sugerencias en la web del libro, muchos de estos defectos fueron corregidos en las siguientes ediciones y traducciones. A pesar de ello, el primer volumen ganó el Premio al Libro del Año de la Federación Británica de Ajedrez en 2003. El volumen dos, que cubría a Max Euwe, Mijaíl Botvínnik, Vasili Smyslov y Mijaíl Tal, apareció a finales de 2003. El volumen tres, que cubría a Tigrán Petrosián y Borís Spaski, apareció a principios de 2004. En diciembre de 2004, Kaspárov lanzó el volumen cuatro, que cubría a Samuel Reshevsky, Miguel Najdorf y Bent Larsen (ninguno de estos fue Campeón del Mundo), pero se centraba principalmente en Bobby Fischer. El quinto volumen se dedicó a las carreras ajedrecísticas del Campeón del Mundo Anatoli Kárpov y su retador Víktor Korchnói y fue publicado en marzo de 2006.

### Serie Ajedrez Moderno
Tras la publicación de la serie Mis grandes predecesores, Gari Kaspárov inició una nueva serie titulada Sobre el ajedrez moderno, que va a constar de cinco libros. El primer libro de esta serie lleva por título Revolución en los años 70 (publicado en marzo de 2007) y está dedicado a resaltar la gran importancia de la preparación de las aperturas en la nueva era iniciada por Fischer y Kárpov. El segundo libro de la serie se titula Kaspárov vs Kárpov 1975-1985 (publicado en septiembre de 2008) y cubre con amplitud los encuentros para el campeonato del mundo celebrados en 1984 y 1985, analizando en profundidad las partidas, así como dando su visión sobre los aspectos no ajedrecísticos que rodearon el encuentro.

## Kaspárov contra computadoras

### Deep Thought, 1989
Kaspárov derrotó fácilmente 2-0 a la computadora Deep Thought en un encuentro a dos partidas en 1989.

### Deep Blue, 1996
En febrero de 1996, en Filadelfia, la computadora de ajedrez de IBM Deep Blue derrotó a Kaspárov en una partida utilizando controles de tiempo convencionales, en la primera partida del encuentro. Pero Kaspárov se recuperó bien, consiguiendo tres victorias y dos tablas para ganar fácilmente el encuentro. Kaspárov había demostrado un control de estrategia mucho más allá de las aplastantes tácticas de fuerza bruta de la máquina. Deep Blue podía calcular 200 millones de posiciones por segundo, pero carecía de la sensibilidad necesaria para apoderarse de la sutileza del juego posicional, sello de la verdadera maestría.

### Deeper Blue, 1997
En mayo de 1997, una versión actualizada de Deep Blue conocida extraoficialmente como «Deeper Blue», derrotó a Kaspárov 3½-2½ en un bien publicitado encuentro a seis partidas. El encuentro estaba empatado después de cinco partidas, pero Kaspárov fue vencido en la Partida 6. Esta fue la primera vez que una computadora había derrotado al campeón del mundo en competición. Se realizó un documental sobre este famoso encuentro titulado Game Over: Kasparov and the Machine. Sin embargo, debería resaltarse, que en la partida 6, Kaspárov cometió un error garrafal al principio de la partida. Kaspárov cita el cansancio y el descontento con la conducta del equipo de IBM como la razón principal.
Kaspárov alegó que varios factores habían pesado contra él en este encuentro. En particular, se le denegó el acceso a las partidas recientes de Deep Blue, en contraste con el equipo de la computadora que podía estudiar cientos de las de Kaspárov.
Después de la derrota, Kaspárov dijo que en ocasiones vio una inteligencia profunda y creatividad en los movimientos de la máquina, sugiriendo que durante la segunda partida, intervinieron jugadores humanos, contraviniendo las reglas. IBM negó que engañaran, diciendo que la única intervención humana ocurrió entre partidas. Las reglas proporcionadas por los desarrolladores para modificar el programa entre partidas, una opción que decían que utilizaban para apuntalar debilidades en el juego de la computadora que aparecían durante el curso de la partida. Kaspárov solicitó copias de los logs de la máquina, pero IBM los negó, aunque la compañía publicó posteriormente los logs en Internet. Kaspárov solicitó una revancha, pero IBM lo rechazó y retiró a Deep Blue.
Kaspárov mantiene que le habían dicho que el match iba a ser un proyecto científico, pero que pronto se descubrió que IBM solo quería derrotarle.

### Deep Junior, 2003
En enero de 2003, participó en un match a seis partidas con controles de tiempo clásicos con un premio de un millón de dólares que fue denominado por la FIDE como Campeonato del Mundo "Hombre vs. Máquina", contra Deep Junior. El motor de la computadora evaluaba tres millones de posiciones por segundo. Después de una victoria cada uno y tres tablas, se dejó todo para la partida final. La partida final del encuentro fue televisada por ESPN2 y fue vista por una estimación de 200-300 millones de personas. Después de alcanzar una posición decente Kaspárov ofreció las tablas, que fueron aceptadas pronto por el equipo de Deep Junior. Cuando le preguntaron por el ofrecimiento de tablas, Kaspárov dijo que temía cometer un gran error. Originalmente se planeó como un torneo anual, pero el encuentro no se repitió.

### X3D Fritz, 2003
En noviembre de 2003, participó en un juego a cuatro partidas contra el programa de ordenador X3D Fritz (que se decía que tenía un ELO estimado de 2807), utilizando un tablero virtual, gafas 3D y un sistema de reconocimiento del habla. Después de dos tablas y una victoria cada uno, el encuentro X3D Hombre Máquina terminó en empate. Kaspárov recibió 175.000 dólares por el resultado y se llevó a casa un trofeo de oro. Kaspárov continuó lamentándose del error fatal de la segunda partida que le costó un punto crucial. Sentía que había sobrepasado a la máquina y jugado bien. "Sólo cometí un error pero desafortunadamente ese error me hizo perder la partida".

## Federación Internacional de Ajedrez en 2014

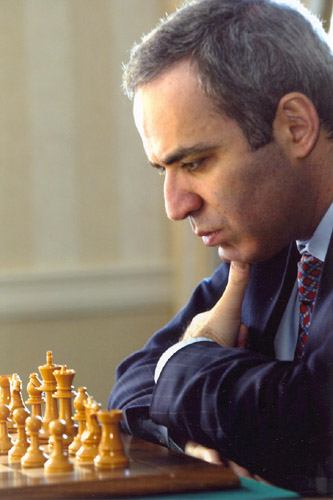
Kaspárov en 2003.

El presidente de la Federación Internacional de Ajedrez desde 1995 es el millonario ruso Kirsán Iliumzhínov. Gari Kaspárov se presenta como aspirante a la presidencia de la FIDE, para ello comenzó una campaña en los 178 países integrantes de la FIDE, las elecciones fueron el 11 de agosto de 2014. El ruso Kirsán Iliumzhínov, que lleva muchos años en el cargo, fue declarado ganador por 110 votos contra 61, en una elección realizada al margen de la Olimpiada de Ajedrez 2014, en Noruega. La noticia causó descontento entre muchos aficionados del ajedrez, Kaspárov después de darse a conocer el resultado declaró que era un día muy triste para él, además de difundir vía Twitter que él y su equipo nunca dejarían de trabajar por el bien del ajedrez.

## Otros datos
- en 1993, fue asesor y hombremarca del videojuego de ajedrez Kasparov's Gambit de Electronic Arts.
- ha sido reconocido como el inventor del Ajedrez avanzado en 1998, una nueva forma de ajedrez en la que un humano y un ordenador juegan conjuntamente.
- tiene dos patentes europeas: EP1112765A4: MÉTODO PARA JUGAR A UN JUEGO DE LOTERÍA Y SISTEMA PARA REALIZAR EL MISMO de 1998 y EP0871132A1: MÉTODO DE JUGAR A UN JUEGO DE LOTERÍA Y SISTEMA APROPIADO de 1995.
- es un seguidor de la Nueva Cronología de Anatoli Fomenko.[74]
- es coautor del diseño del juego Kasparov Chessmate, un programa de ordenador de ajedrez.
- es presidente del Consejo Internacional de la Fundación de Derechos Humanos basada en Nueva York.
- ganó el premio del diario Marca Marca Leyenda en 1997.

## Libros
- The Test of Time (Russian Chess) (1986, Pergamon Pr)
- Match por el Campeonato del Mundo de Ajedrez: Moscú, 1985 (1986, Everyman Chess)
- Niño del cambio: una autobiografía (1987, Hutchinson)
- Partidas del Campeonato Londres-Leningrado (1987, Everyman Chess)
- Reto sin límites (1990, Grove Pr)
- Desafío sin límites (1990, Ediciones Cúbicas) - edición en castellano.
- La Siciliana Scheveningen (1991, B.T. Batsford Ltd)
- La defensa india de dama: el Sistema Kaspárov (1991, B.T. Batsford Ltd)
- Kaspárov contra Kárpov, 1990 (1991, Everyman Chess)
- Kaspárov sobre la india de rey (1993, B.T. Batsford Ltd)
- El reto del ajedrez de Garry Kaspárov (1996, Everyman Chess)
- Lecciones de ajedrez (1997, Everyman Chess)
- Kasparov Against the World: The Story of the Greatest Online Challenge (2000, Kasparov Chess Online)
- Mis grandes predecesores, parte I (2003, Everyman Chess)
- Mis grandes predecesores, parte II (2003, Everyman Chess)
- ¡Jaquemate!: Mi primer libro de ajedrez (2004, Everyman Mindsports)
- Mis grandes predecesores, parte III (2004, Everyman Chess)
- Mis grandes predecesores, parte IV (2004, Everyman Chess)
- Mis grandes predecesores, parte V (2006, Everyman Chess)
- Cómo la vida imita al ajedrez (2007, William Heinemann Ltd.)
- Garry Kaspárov en el ajedrez moderno, parte 1: Revolución en los años 70, (2007, Everyman Chess)
- Garry Kaspárov en el ajedrez moderno, parte 2, Kaspárov contra Kárpov 1975–1985, (2008, Everyman Chess)
- Garry Kaspárov en el ajedrez moderno, parte 3, Kaspárov contra Kárpov 1986–1987, (2009, Everyman Chess)
- Garry Kaspárov en el ajedrez moderno, parte 4, Kaspárov contra Kárpov 1988–2009, (2010, Everyman Chess)
- Garry Kaspárov contra Garry Kaspárov, parte 1 (2011, Everyman Chess)
- The Blueprint: Reviving Innovation, Rediscovering Risk, and Rescuing the Free Market (2013, W. W. Norton & Co)